# Westfield, Herefordshire
Westfield är en by i Herefordshire i England. Byn är belägen 22,1 km 
från Hereford. Orten har 775 invånare (2016).